# Großdietmanns
Großdietmanns là một thị trấn ở huyện Gmünd thuộc bang Niederösterreich nước Áo. Đô thị Großdietmanns có diện tích 39,92 km², dân số năm 2001 là 2183 người.